# Francesca Lollobrigida
Francesca Lollobrigida (ur. 7 lutego 1991 we Frascati) – włoska łyżwiarka szybka, wicemistrzyni olimpijska, dwukrotna medalistka mistrzostw świata oraz zdobywczyni Pucharu Świata.

## Kariera
Największy sukces w karierze Francesca Lollobrigida osiągnęła w sezonie 2013/2014, kiedy zwyciężyła w klasyfikacji końcowej Pucharu Świata w starcie masowym. Wyprzedziła wtedy bezpośrednio dwie Holenderki: Irene Schouten oraz Janneke Ensing. Dwukrotnie stawała na podium zawodów tego cyklu, w tym odnosząc jedno zwycięstwo - 14 marca 2014 roku w Heerenveen była najlepsza w starcie masowym. Kilkukrotnie startowała na mistrzostwach świata juniorów, najlepszy wynik osiągając podczas MŚJ w Innsbrucku w 2007 roku, gdzie zajęła siódme miejsce w biegu drużynowym. W 2014 roku brała udział w igrzyskach olimpijskich w Soczi, zajmując 23. miejsce w biegu na 3000 m. W sezonie 2016/2017 zajęła drugie miejsce w klasyfikacji końcowej startu masowego, przegrywając tylko z Kim Bo-reum z Korei Południowej.